# Castillo San Francisco
El castillo San Francisco, también conocido como Castillo de Egaña por los habitantes de la zona, es un  casco de estancia ubicado en las cercanías de la Estación Egaña, en el Partido de Rauch, Provincia de Buenos Aires, Argentina que fue edificado por Eugenio Díaz Vélez entre 1918 y 1930.
Fue una de las más grandes y lujosas mansiones rurales de la época con 77 ambientes, 14 baños, 2 cocinas, galerías, patios, taller de carpintería, terraza, mirador y balcones.

## Historia
La casona de San Francisco fue construido por el estanciero y arquitecto Eugenio Díaz Vélez quien fue uno de los nietos que tuvo el general Eustoquio Díaz Vélez, prócer de la Independencia Argentina. 
Esta mansión debe su nombre a que fue la casa principal de la "estancia San Francisco". El importante casco  fue levantado en los terrenos donde, desde antes de 1890, ya se encontraban las primitivas construcciones de la estancia, que por ese entonces formaba parte de la enorme "estancia El Carmen", de propiedad del hacendado Eustoquio Díaz Vélez (hijo), padre de Eugenio.
Eugenio construyó el castillo utilizando un estilo arquitectónico europeo ecléctico. La obra fue proyectada por su propietario quien inició los trabajos en 1918. Los mismos se prolongaron hasta 1930. Para ello utilizó materiales de primera calidad provenientes tanto desde Buenos Aires como de Europa.
Al fallecimiento de Eugenio, el 20 de mayo de 1930, la propiedad había alcanzado su esplendor. La estancia San Francisco y su castillo eran un importante establecimiento de producción agropecuaria y dador de mano de obra y trabajo en el Partido de Rauch. 
El imponente castillo fue heredado por la hija mayor de Eugenio, María Eugenia Díaz Vélez. María Eugenia, prácticamente no habitó la casa que permaneció cerrada durante largas temporadas. Ello inició el comienzo de un período de estancamiento de la estancia y de la edificación, a la que si bien se le sumaron nuevas construcciones, continuó siendo conservada adecuadamente por su propietaria.

## La expropiación

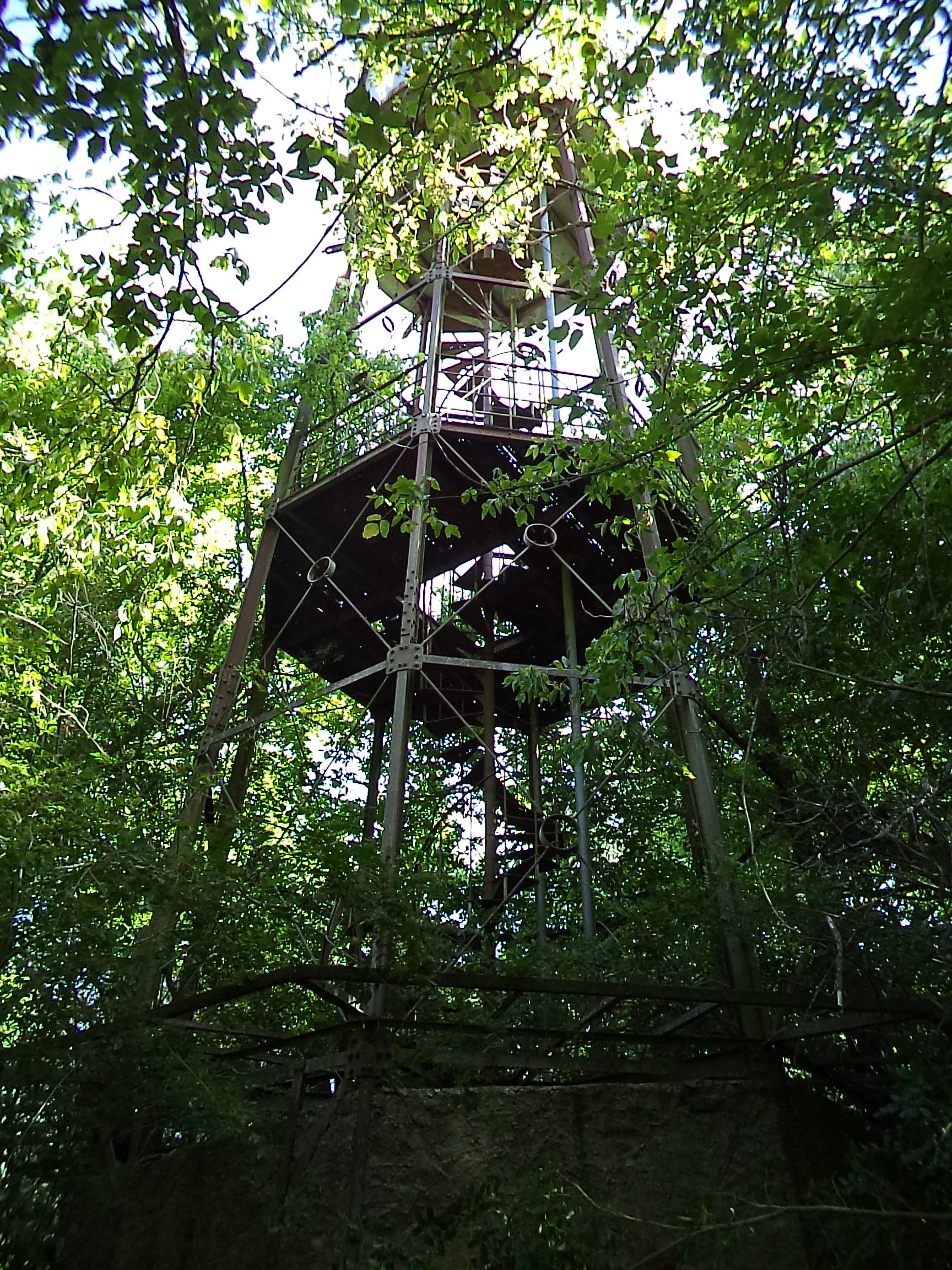
Tanque de agua del Castillo San Francisco

En 1958, a causa de la reforma agraria impulsada por el gobernador provincial Oscar Alende, que consistía en colonizar con pequeños propietarios rurales, la estancia San Francisco -con el castillo incluido- fue expropiada por el estado provincial. El fino mobiliario fue mayormente subastado.
El gobierno no tomó una determinación rápida de qué hacer con tan inmensa propiedad, por lo que el castillo empezó a sufrir el deterioro del paso del tiempo y la falta de mantenimiento.

## De mansión a reformatorio
En 1965, durante la gobernación de Anselmo Marini, la propiedad fue transferida al Consejo Provincial del Menor con intenciones de convertirlo en un hogar granja, aunque acabó siendo un reformatorio que alojó a jóvenes con problemas de conducta.

## Abandono final del castillo
Hacia mediados de la década de 1970, a causa de un asesinato que comprometió a uno de los internos, todos los menores fueron reubicados y el castillo quedó abandonado hasta el día de hoy.